# ستيفن كاربنتر
ستيفن كاربنتر (بالإنجليزية: Stephen Carpenter)‏ هو كاتب سيناريو وعازف قيثارة أمريكي، ولد في 3 أغسطس 1970 في ساكرامنتو في الولايات المتحدة.

## وصلات خارجية
- الموقع الرسمي
- ستيفن كاربنتر على موقع ميوزك برينز (الإنجليزية)
- ستيفن كاربنتر على موقع أول ميوزيك (الإنجليزية)
- ستيفن كاربنتر على موقع ديسكوغز (الإنجليزية)